# Codul Bibliei

Exemplu de cod biblic: Aranjând literele din Geneza 26:5-10 într-o matrice cu 21 de litere pe coloană se obţin cuvintele "Biblia" și "cod" (în engleză). Nenumărate alte aranjamente pot da alte cuvinte.

Codul Bibliei (ebraică: צפנים בתנ"ך) de asemenea cunoscut sub numele de codul Tora este un pretins set de mesaje secrete codate în textul Bibliei ebraice (Vechiul Testament creștin), descrieri profetice și alte informații cu privire la viitor. Acest cod ascuns a fost descris ca fiind o metodă prin care litere specifice din textul biblic pot fi selectate pentru a dezvălui un mesaj altfel ascuns. Deși codurile biblice au fost postulate și studiate de secole, subiectul a fost popularizat în timpurile moderne de cartea lui Michael Drosnin, The Bible Code, apărută în anul 1977.

## Legături externe
- Roxana Roseti - Nu a fost făcut public niciodată. Ce se află în spatele cuvintelor din BIBLIE, EVZ, 17 nov. 2013